# Helenenschacht
Helenenschacht (ungarisch: Ilona akna) ist eine Siedlung (Kolonie) eines ehemaligen Kohlenbergwerks in der Gemeinde Ritzing im Bezirk Oberpullendorf im Burgenland (Österreich).

## Geografie
Helenenschacht liegt im Ödenburger Gebirge im Mittelburgenland. Der Ort liegt am nördlichen Gemeinderand von Ritzing direkt an der österreichisch-ungarischen Grenze. Nördliche Nachbargemeinde von Ritzing im Bereich von Helenenschacht ist die Ödenburger Katastralgemeinde Brennberg.

## Ortsname
Der Ort verdankt seinen Namen dem – damals und bis um 1920/21 in Brennberg gelegenen – Bergwerksschacht „Helenenschacht“, welcher nach Helene Flandorfer aus der Betreiberfamilie des Bergwerks benannt wurde.

## Geschichte

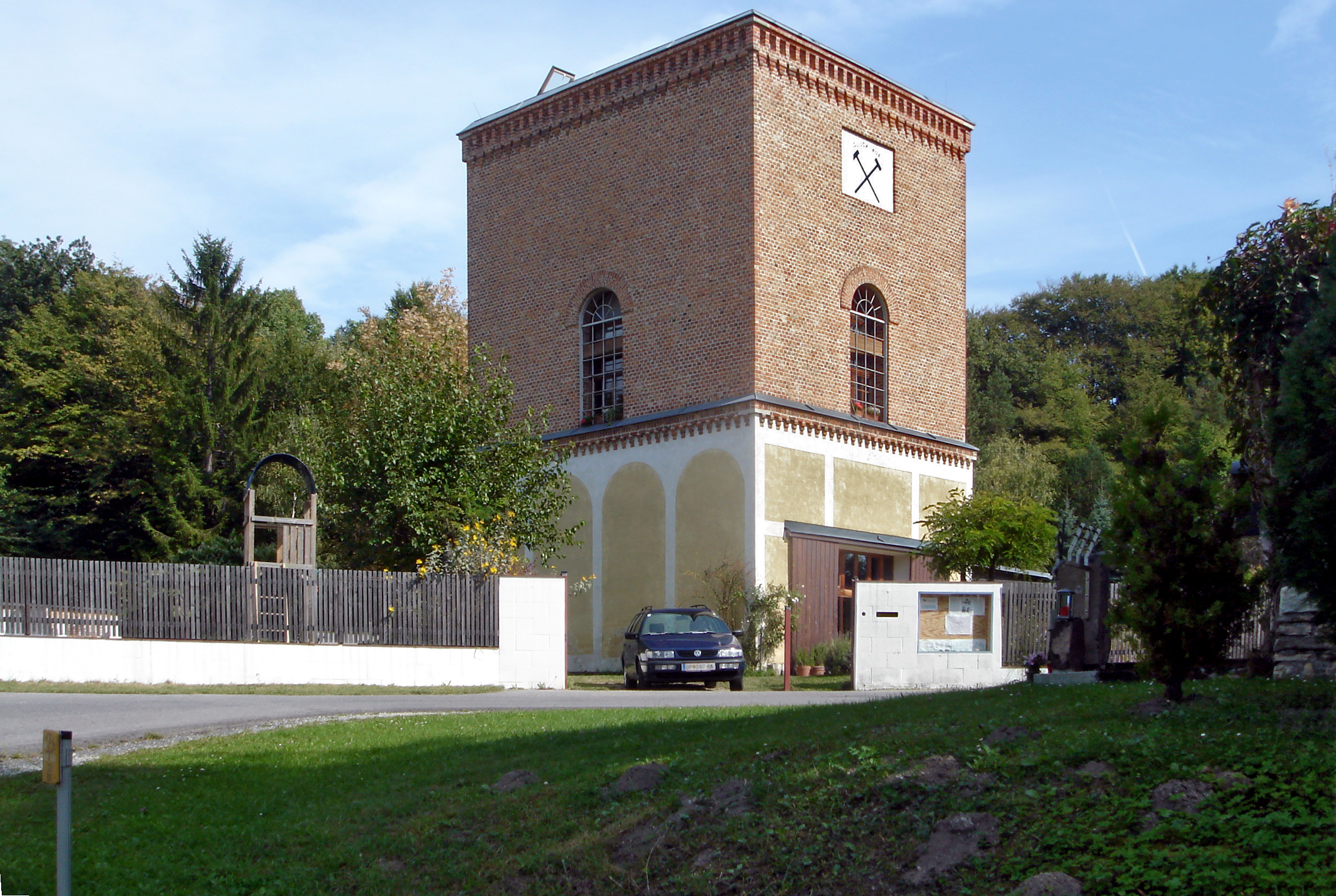
Siedlung Helenenschacht mit dem 1914/15 aus Sicherheitsgründen ummauerten, den 1882 angelegten Helenenschacht erschließenden Förderturm (September 2011)

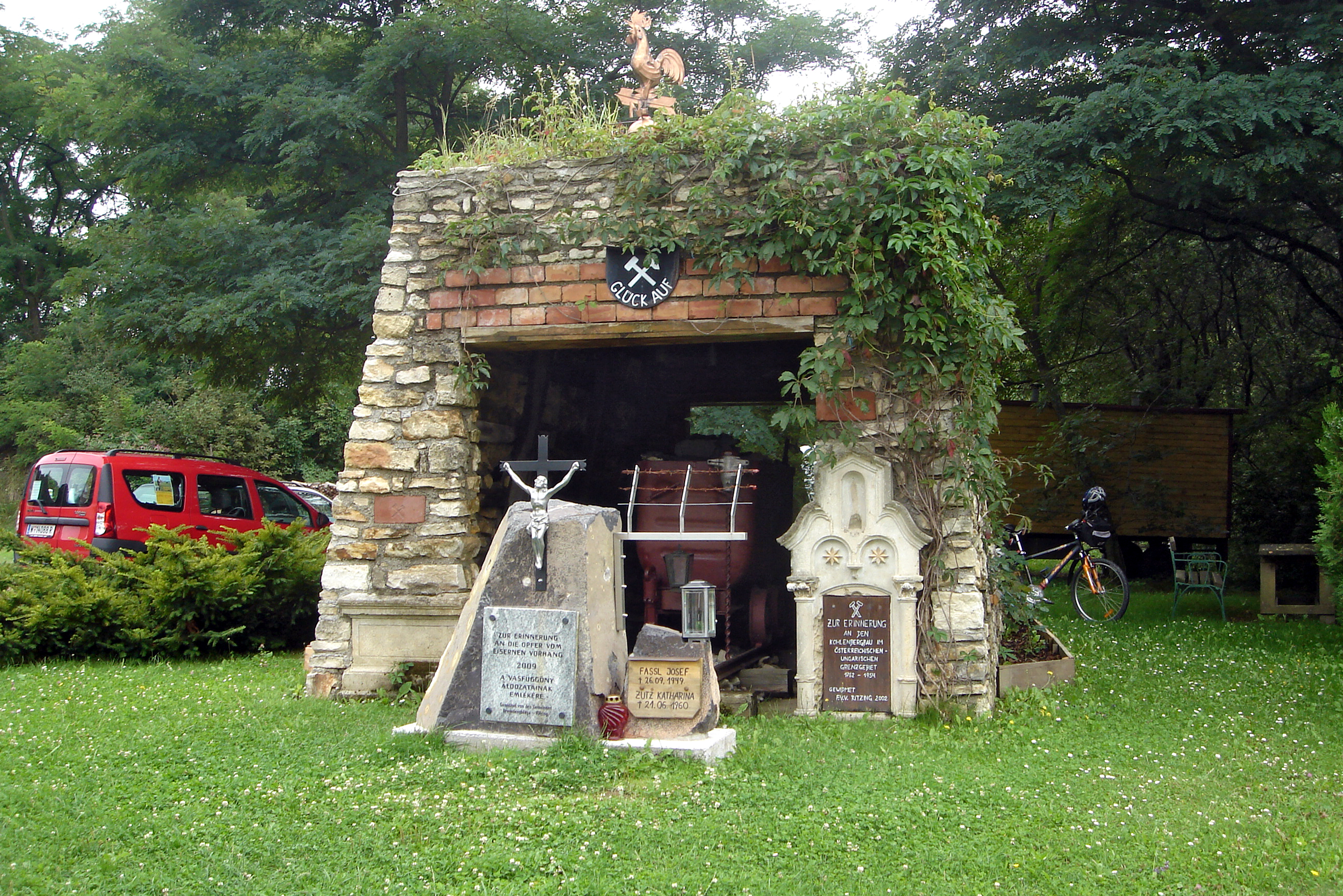
Gedenkstein am Helenenschacht, den Opfern des Eisernen Vorhangs zugedachtes Mahnmal, eingeweiht am 14. November 2009

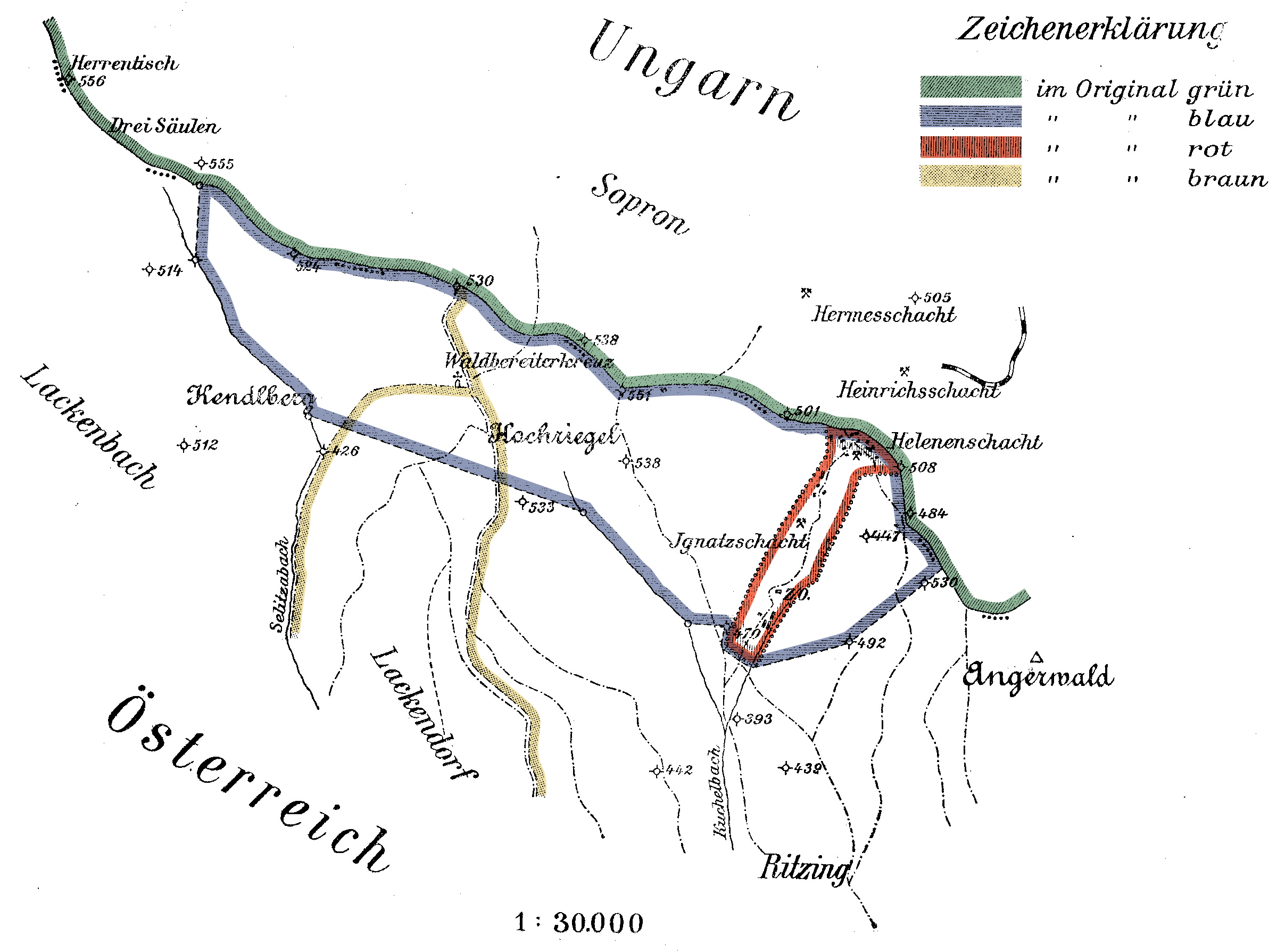
Skizze als Beilage zu: Juridisches Protokoll, betreffend den Betrieb des Bergwerkes Brennberg, 1928

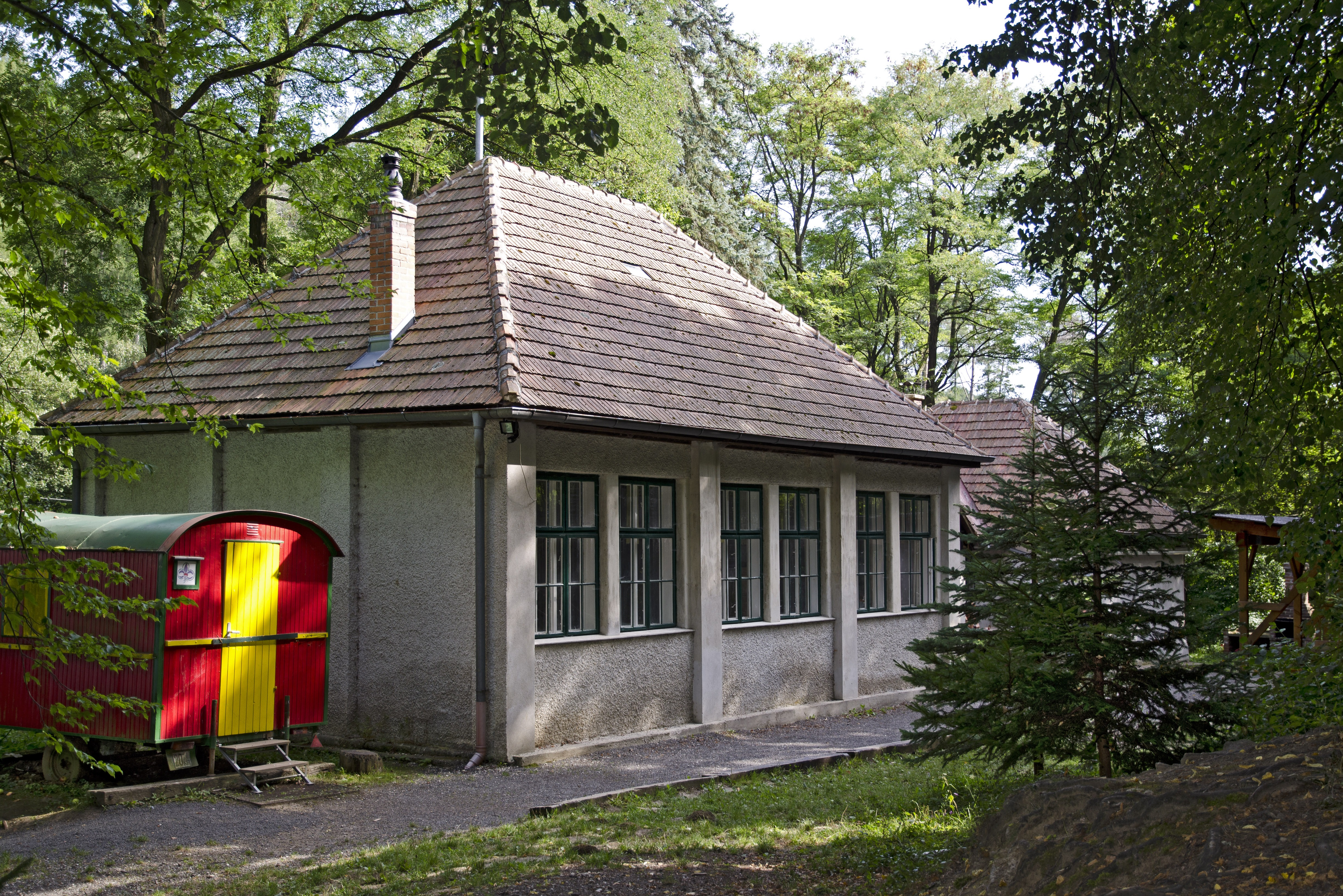
Etwa 800 m südlich des Förderturms, die Waldschule Helenenschacht (eröffnet 1923), nunmehr Jugendlager (im Bild: Schlaftrakt)

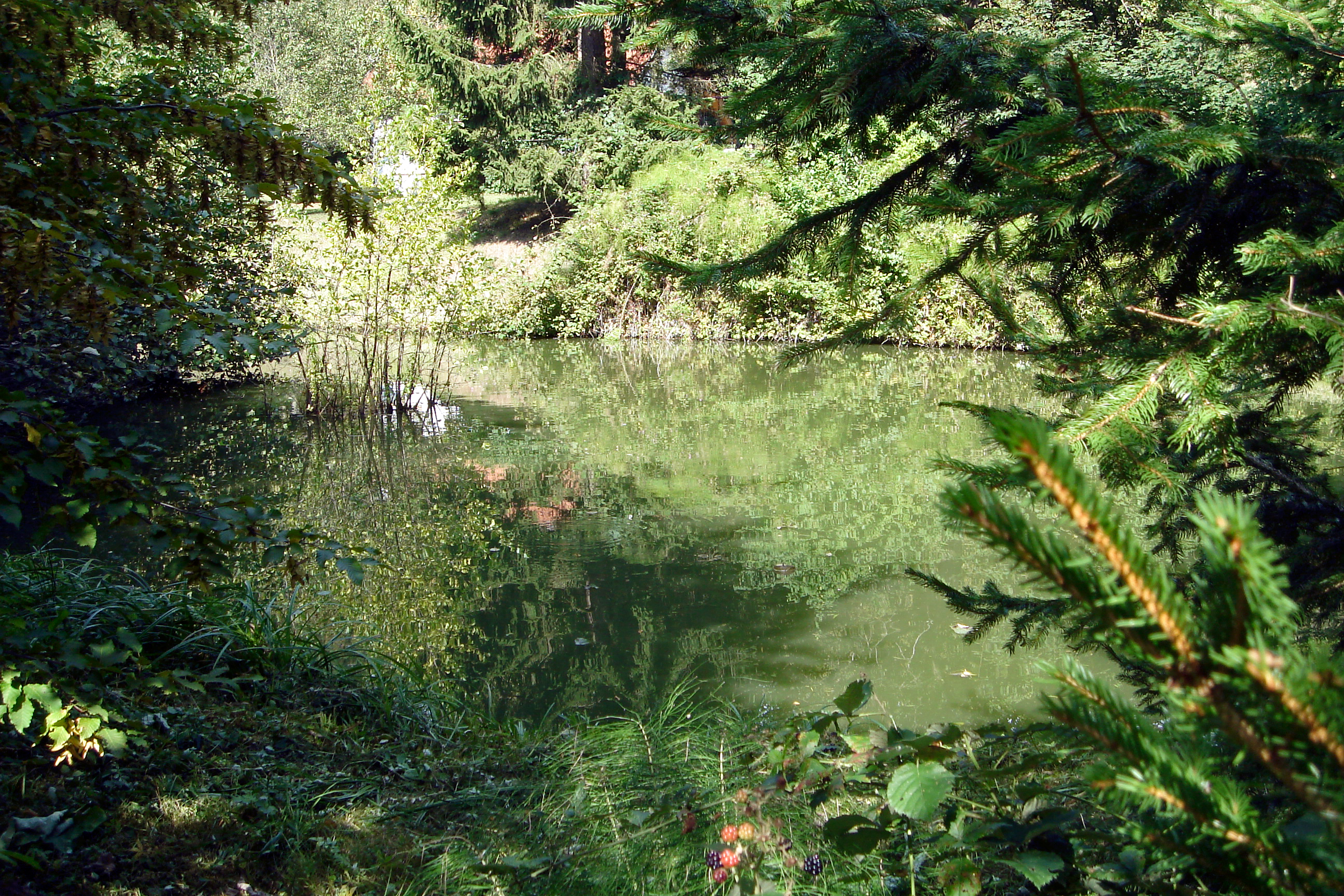
Reste der zum ehemaligen Ziegelofen (errichtet um 1885) gehörenden Lehmgrube (heute privates Biotop)

Vor Christi Geburt war das Gebiet Teil des keltischen Königreiches Noricum und gehörte zur Umgebung der keltischen Höhensiedlung Burg auf dem Schwarzenbacher Burgberg.
Später unter den Römern lag das heutige Helenenschacht dann in der Provinz Pannonia.
Der Bergbau in Ritzing gehört geologisch betrachtet zum früher bedeutenden Brennberger Kohlenrevier (Brennbergbánya) bei Ödenburg, heute Sopron, das auch für die Errichtung des Wiener Neustädter Kanals von besonderer Relevanz war. Im 19. Jahrhundert wurden Brennberg und Ritzing als zwei Bergbaue behandelt, deren erster zur königlich-ungarischen Freistadt Ödenburg gehörte, der zweite zur Esterházyschen Herrschaft Lackenbach. Die gewonnene Kohle wurde als „Steinkohle“ bezeichnet (im Unterschied zur Holzkohle), das Revier enthält jedoch Braunkohle verschiedener Qualität (Glanzkohle, Lignit, Grieskohle, Cannel-Kohle, Schieferkohle, Erdkohle, je nach Quelle unterschiedlich bezeichnet). Die schon um die Mitte des 18. Jahrhunderts auf Esterházyschem Besitz entdeckten Kohlenflöze wurden, bis zur Abteufung des ersten Brennberger Förderschachts (Goblenzschacht) im Jahr 1858, im Tagbau erschlossen; den ersten Ritzinger Schacht (Ignazschacht) teuften 1862 die damaligen Pächter des Bergwerks, die Ödenburger Unternehmer Schwarz und Paul Flandorfer, ab. Um 1870 entstand auch eine kleine Arbeitersiedlung, und im Jahr 1882 wurde der Helenenschacht abgeteuft, den man nach Frau Helene Flandorfer (geborene Bauer) benannte. Seit 1888 betrieb die Brennberger Kohlenbergbau-Actien-Gesellschaft die Ritzinger und Brennberger Bergwerke gemeinsam; um 1900 mit 820 Arbeitern . 1902 verwirklichte man sogar einen Stollendurchstich vom Ritzinger Revier zum Sopronschacht, dem Haupt- und Zentralschacht des Brennberger Reviers; in der Folge legte man den Ignaz- sowie den Helenenschacht still und hielt nur die Förderstrecke des Helenenschachts mit wenigen Bergleuten aufrecht. Erst 1909, unter der Führung einer aus den Zuckerfabriken von Siegendorf (Cinfalva), Draßburg (Darufalva) und Großzinkendorf (Nagycenk) gebildeten Aktiengesellschaft, erhielt das Ritzinger Bergwerk einen neuen Aufschwung. Zu dieser Zeit dürften 60 Bergarbeiterfamilien in der Kolonie Helenenschacht gewohnt haben. Der Förderturm des Helenenschachts wurde um 1914/15 aus Sicherheitsgründen von italienischen Gefangenen mit einem Ziegelbau ummantelt und erhielt nach dem totalen Einsturz des Sopronschachts im Jahr 1918 nochmals eine besondere Bedeutung. Um diese Zeit bestand eine Luftseilbahn, mit der die im Helenenschacht abgebaute Kohle in das Hauptwerk Brennberg transportiert wurde. Die beiden Bergbaue von Brennberg und Ritzing wurden durch die Grenzziehung 1921 getrennt. 
Am 8. Mai 1923 wurden die Mitglieder des Österreichischen Nationalrats davon in Kenntnis gesetzt, dass im Gebiet des Österreich zugesprochenen Helenenschachts ungarisches Bergrecht herrsche, österreichische Bergarbeiter ungarischen Arbeitsgesetzen unterliegen, gewonnene Kohle nach Ungarn frei ausgeführt werden könne und Österreich nicht das Recht habe, auf seinem Territorium Schurfrechte zu verleihen. Es wurde eine parlamentarische Anfrage eingebracht und am selben Tag beantwortet: Bundeskanzler Ignaz Seipel (1876–1932) führte gegenüber den diese Regelung ablehnenden Abgeordneten aus, das Schachtgebiet sei bereits Ungarn zugesprochen gewesen, wegen des Protests von Seiten Österreichs habe die Botschafterkonferenz jedoch erwogen, die Siedlung Helenenschacht als zu Österreich gehörig festzulegen, vorbehaltlich der von Österreich zugunsten Ungarns zu gebenden Zusicherung, dass im Abbaugebiet Brennberg eine einheitliche Betriebsführung gewährleistet werde. Um das Gebiet nicht zu verlieren, sei die österreichische Regierung den Forderungen Ungarns entgegengekommen.
In Abfolge bilateral getroffener Vereinbarungen anerkannte Österreich 1928, dass der (von ungarischer Seite geführte) Betrieb des „Barbara-Helenenschachtes“ eine wirtschaftliche Einheit bleibt und bei der gegenwärtigen und zukünftigen Ausdehnung des österreichischen Gebietes der Überwachung und Verwaltung der ungarischen Bergbehörde (bis 1963) zu unterstehen hat. 
Im Betrieb arbeitslos gewordene Österreicher bekamen in Österreich auch keine Arbeitslosenunterstützung (die mit Krankenversicherungsschutz verbunden gewesen wäre), und insbesondere nach dem Zweiten Weltkrieg bedeutete diese Regelung für die Gesundheitsversorgung pensionierter österreichischer Bergarbeiter ein kaum zu überwindendes Hindernis. An der Staatsgrenze war der Eiserne Vorhang ab 1956 (Ungarischer Volksaufstand) zu einem massiven Hindernis geworden. Um Krankenversicherungsschutz in Österreich sicherzustellen, wurde für sie und ihre Hinterbliebenen (Witwen, Witwer) eine eigene Bestimmung im österreichischen Sozialversicherungsrecht geschaffen, die auch 2023 noch bestand.
Gesetzesbestimmt wurde am Helenenschacht behufs verschärfter Sicherheitspolizei ein mit vier Beamten besetzter Gendarmerieposten eingerichtet, dem ab 1. Oktober 1932 die Überwachung des Helenenschachts sowie des Gemeindegebiets von Ritzing oblag. 
Die Urikany-Zsilthaler Ungarische Kohlenbergwerks-AG. aus Fünfkirchen (Pécs) erhielt vom Österreichischen Staat das Schurf- und Ausbeuterecht bis zum Jahr 1963, legte aber den Helenenschacht schon 1930 als Förderschacht still und benutzte ihn bis 1936 nur mehr als Wetterschacht. 1946 unternahm man in Ritzing den Versuch, die Kohlengewinnung mit Hilfe eines neuen Tagbaus nochmals zu beleben. 1955 musste der Betrieb endgültig geschlossen werden, nachdem in Brennberg bereits drei Jahre früher die Förderung eingestellt worden war. 
In einem Bericht über eine 1967 abgehaltene Sonnwendfeier wurde das Bergmannsdorf, das seit seinem Bestehen noch nie von so vielen Menschen auf einmal besucht worden war, als dem Verfall preisgegeben beschrieben. Eine Belebung der Kolonie erhoffte man sich durch die Adaptierung des seit Jahren ungenutzten Schulgebäudes als Schulungszentrum für Mopedfahrer. 
1971 verbrachten noch zirka 50 Pensionisten ihren Lebensabend in Helenenschacht, das noch immer von Ungarn den Strom bezog.  Im Frühjahr 1972 beschloss die Gemeinde Ritzing, das etwa 32 Hektar große Areal des ehemaligen Kohlenbergwerks von den ungarischen Besitzern zu kaufen und auf 200 Parzellen eine Ferienkolonie zu errichten. 1974 wurde das Gebiet Helenenschacht mit Strom erschlossen sowie ein 6,1 km langes Güterwegenetz angelegt.  Im Juli 1977 besuchte Landeshauptmann Theodor Kery jene zwei alten Frauen, die hart an der ungarischen Grenze in ihren angestammten Häusern verbleiben, obwohl der Strukturwandel diese ehemalige Bergwerksiedlung hinweggerafft hat. Im Hinblick auf Milderung der Einsamkeit überreichte Kery einen Geldbetrag zur Anschaffung von Fernsehapparaten.  Im Sommer 1978 wurde für die neue Siedlung „Helenenschacht“ eine geregelte Müllabfuhr angekündigt. 
Von der um den Helenenschacht entstandenen Werkssiedlung blieb auf österreichischem Boden nur die am Gelände eines Ziegelofens am 13. Mai 1923 eröffnete und 1959 geschlossene Waldschule (Helenenschacht 21 a) erhalten. In der Blütezeit der Siedlung besuchten mehr als 80 Kinder die Schule. Seither wird sie und das umliegende Gelände als Lagerplatz für Kinder- und Jugendgruppen genützt, der vom Unterstützungsverein zum Erhalt der Waldschule Helenenschacht bewirtschaftet wird. – Der Helenenschacht wurde 1986 auf Anordnung der Bezirkshauptmannschaft verfüllt, der baufällige Förderturm 1991 von privater Seite erworben, restauriert und zugängig erhalten. 

## Sehenswürdigkeiten
- Helenenschacht (Bergwerksschacht.[Anm. 9] überbaut mit ziegelummanteltem Förderturm)
- Sonnensee Ritzing
- Bildstöcke
- Ehemaliger Eisener Vorhang
- Hochriegel (ung. Magas-Berc) – höchste Erhebung des Ödenburger Gebirges auf ungarischer Seite zwischen Helenenschacht und Brennbergbanya[29]. Auf dem Hügel findet sich ein Aussichtsturm[30].

## Wirtschaft und Infrastruktur
Die Einwohner Helenenschachts müssen zum Arbeiten auspendeln.

## Literatur

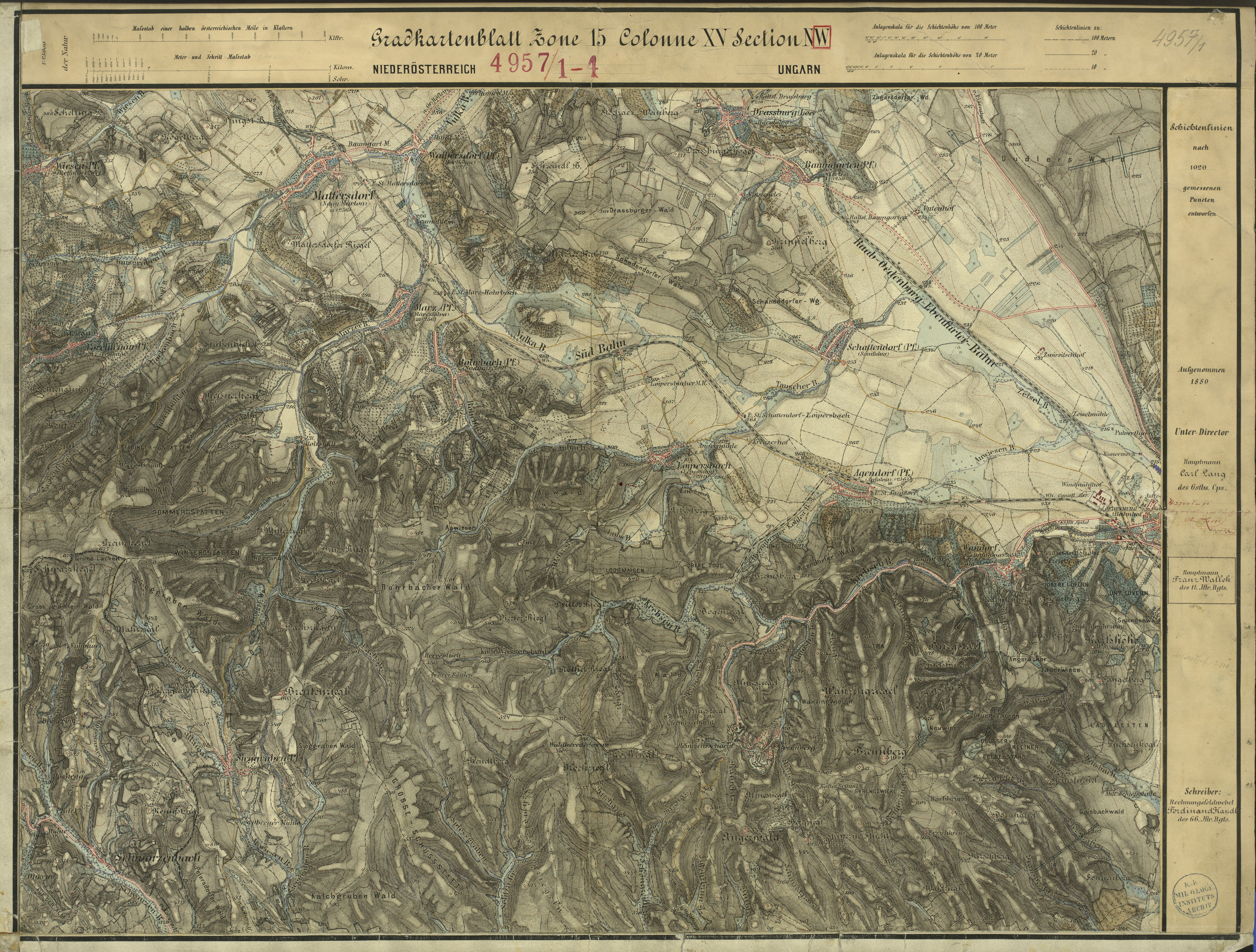
Helenenschacht und Brennberg um 1880 (Kartenblatt der Franzisco-Josephinischen Landesaufnahme)
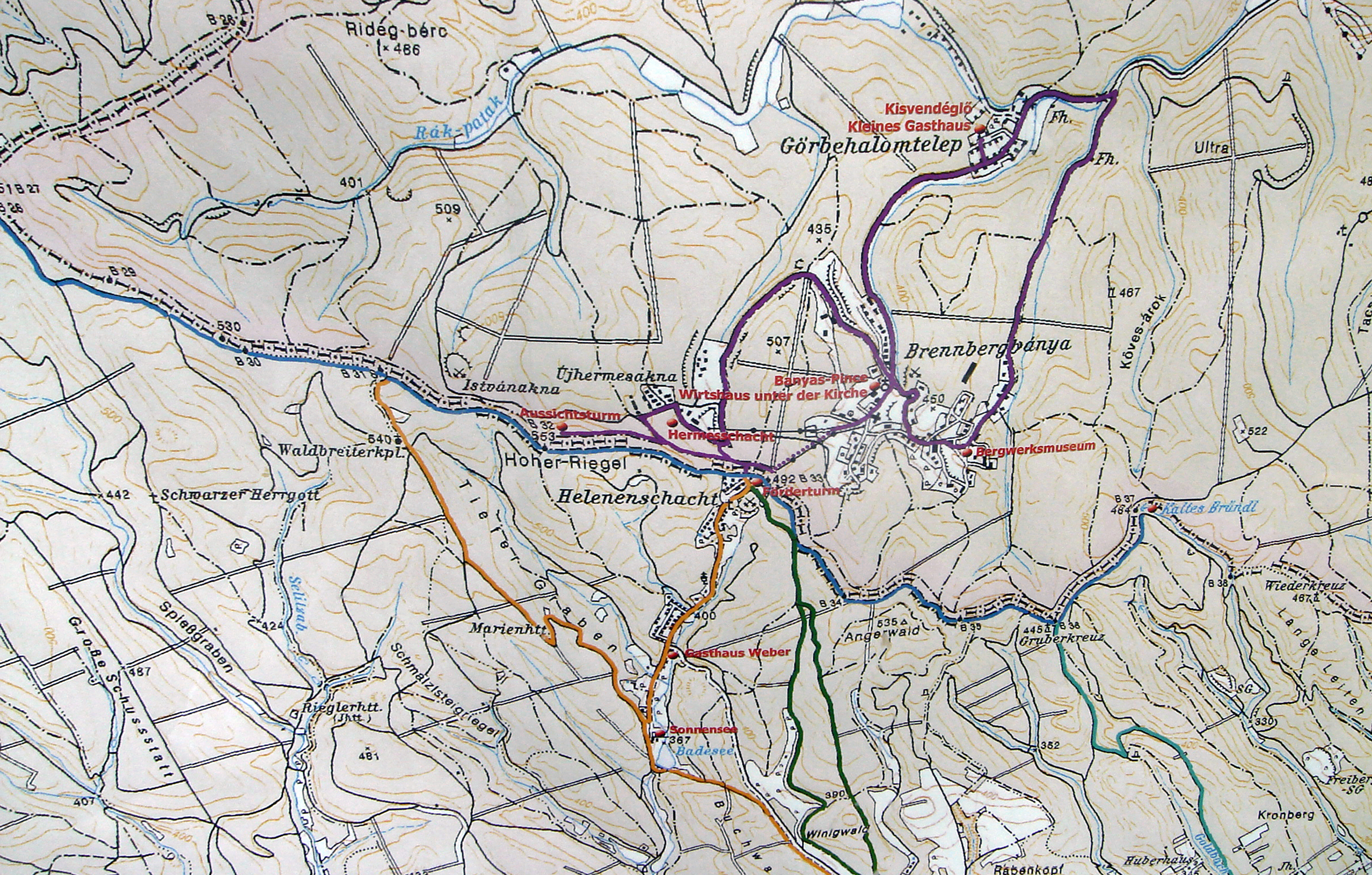
Wanderrouten Helenenschacht–Brennbergbánya. (Öffentlicher Anschlag), Helenenschacht 2010.
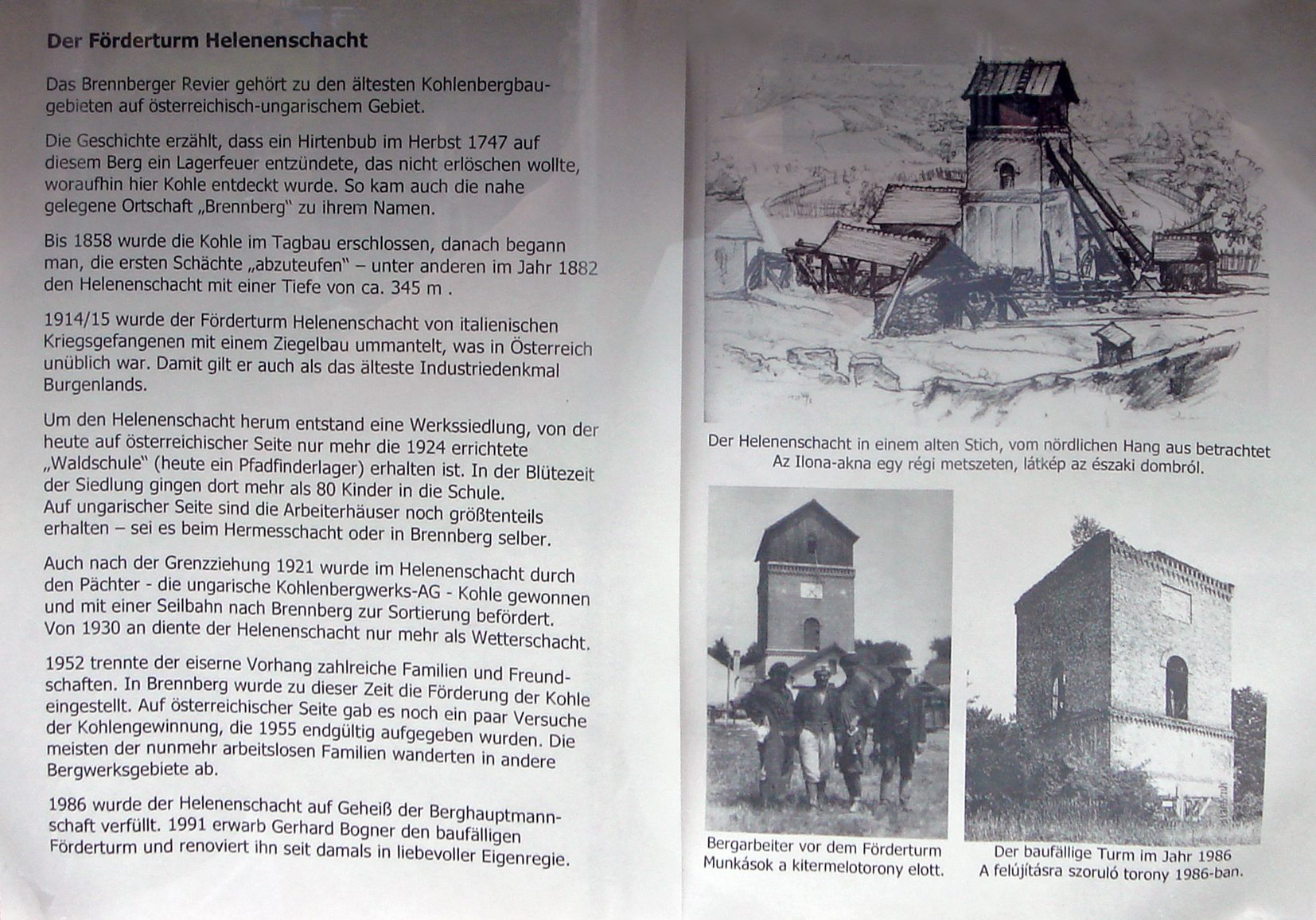
Gerhard Bogner: Der Förderturm Helenenschacht. (Öffentlicher Anschlag). Helenenschacht 2010.
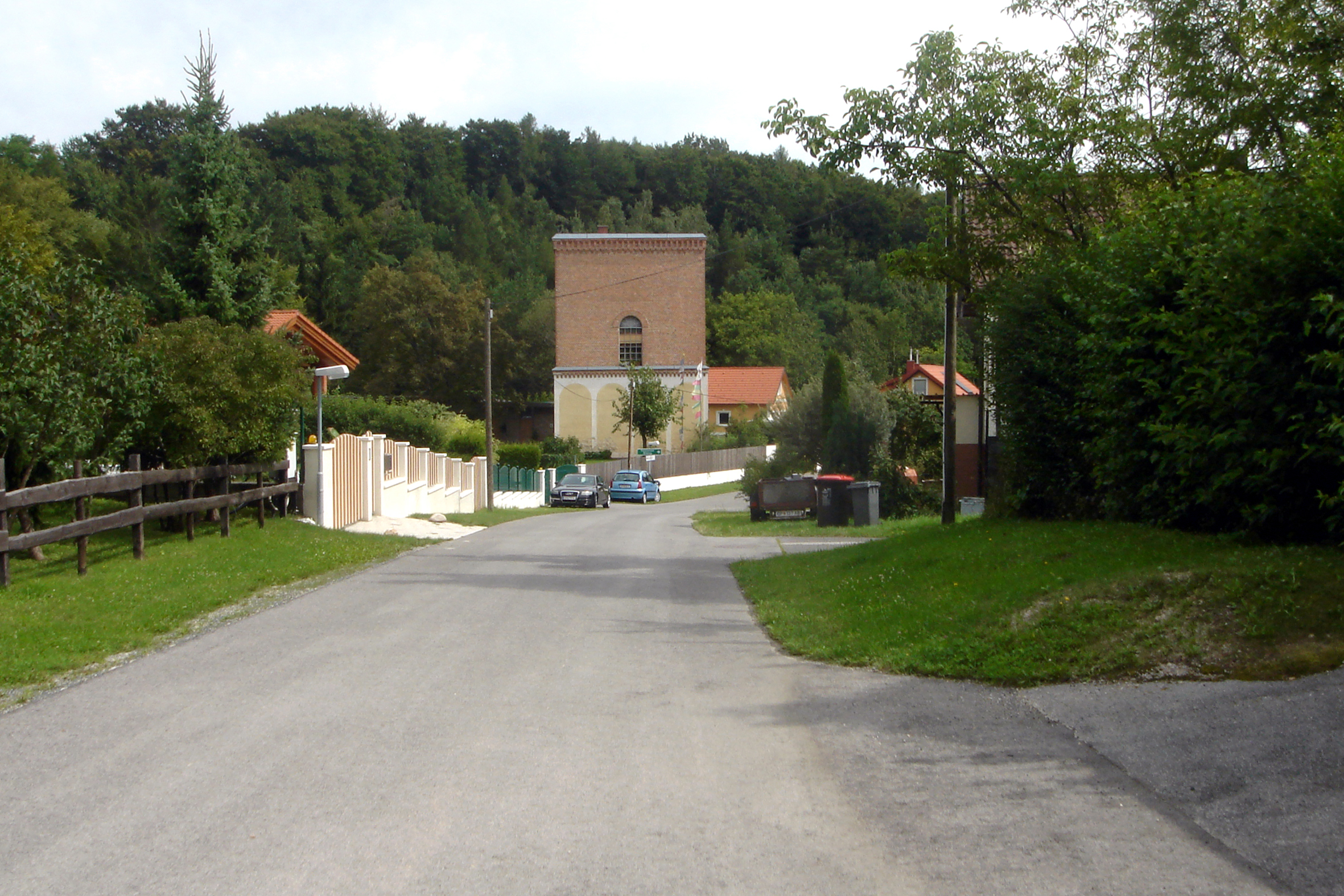
Siedlung Helenenschacht, Förderturm (2010)
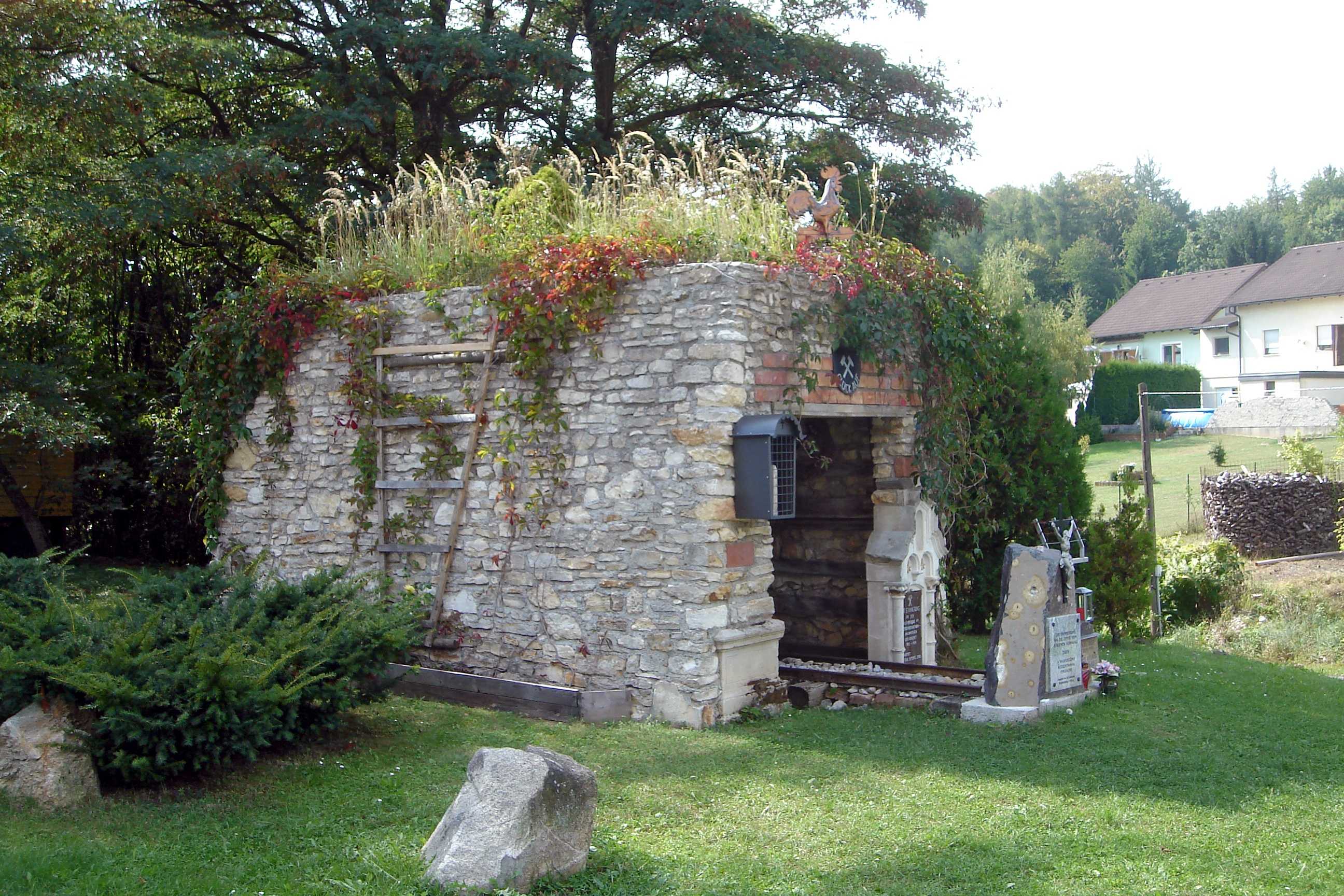
Bauwerk Gedenkstein am Helenenschacht, Seitenansicht (2010)
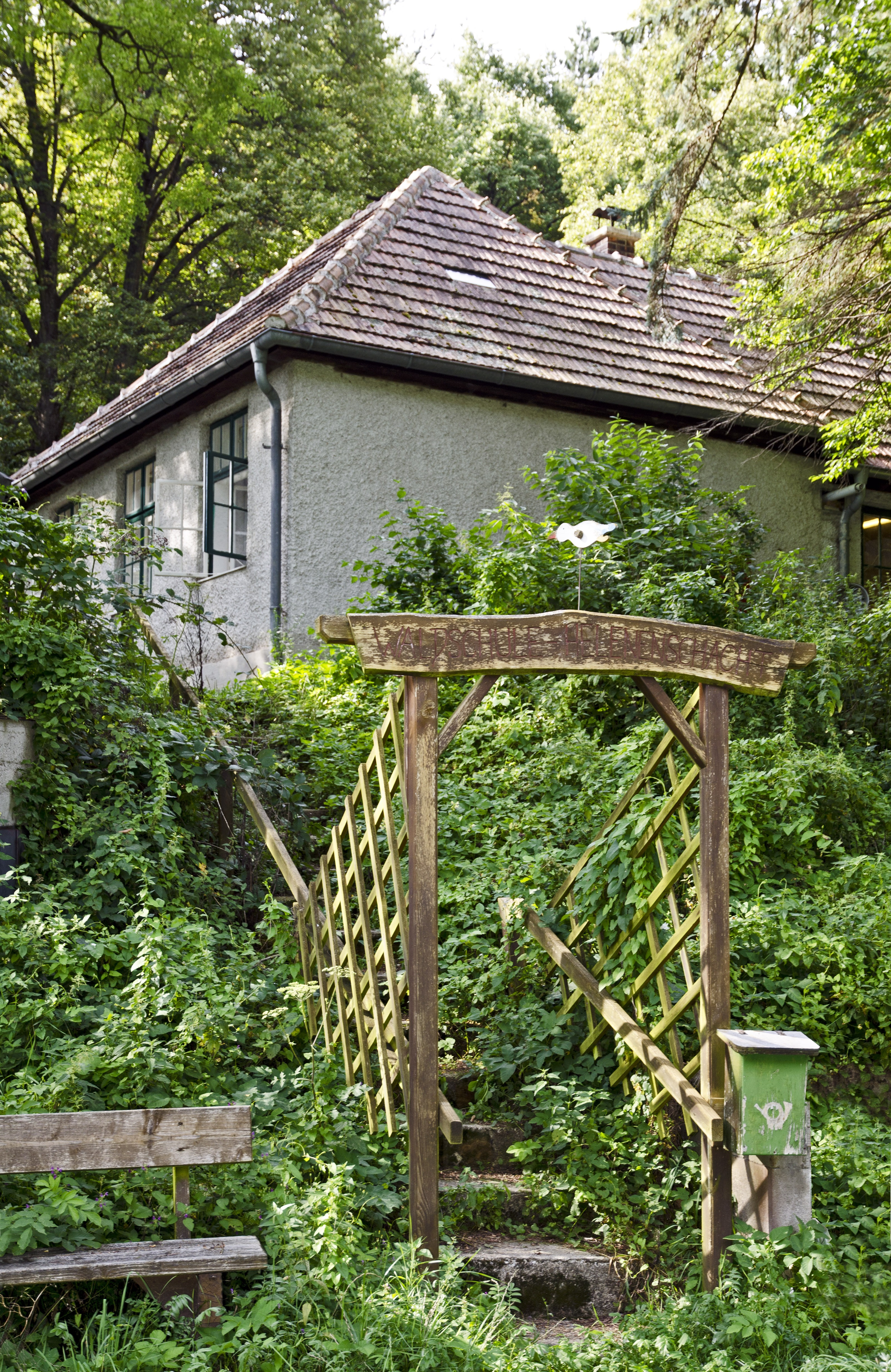
Waldschule Helenenschacht, Eingang zur Liegenschaft
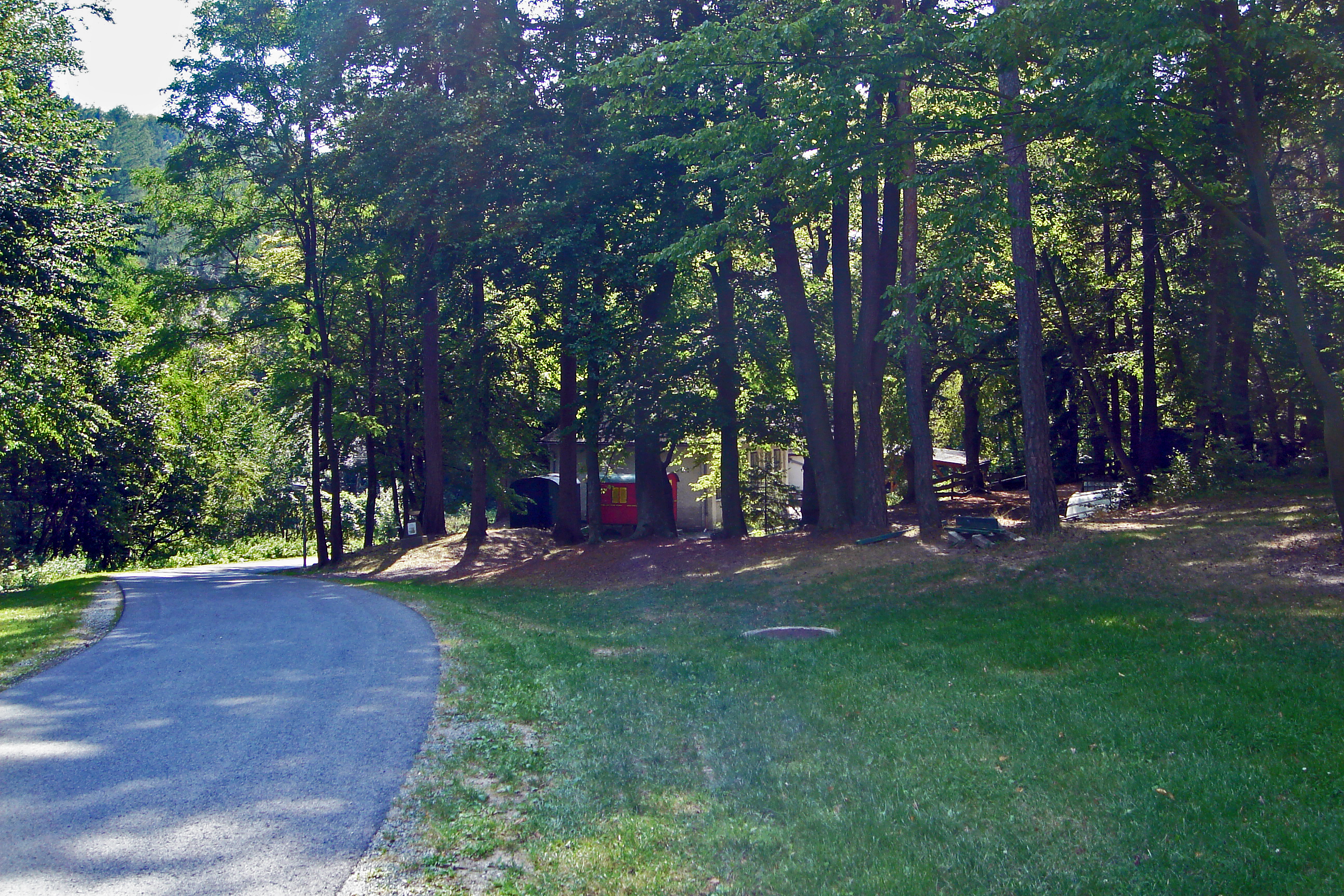
Auf dem Weg zur Siedlung Blick zurück zur Waldschule (2011)
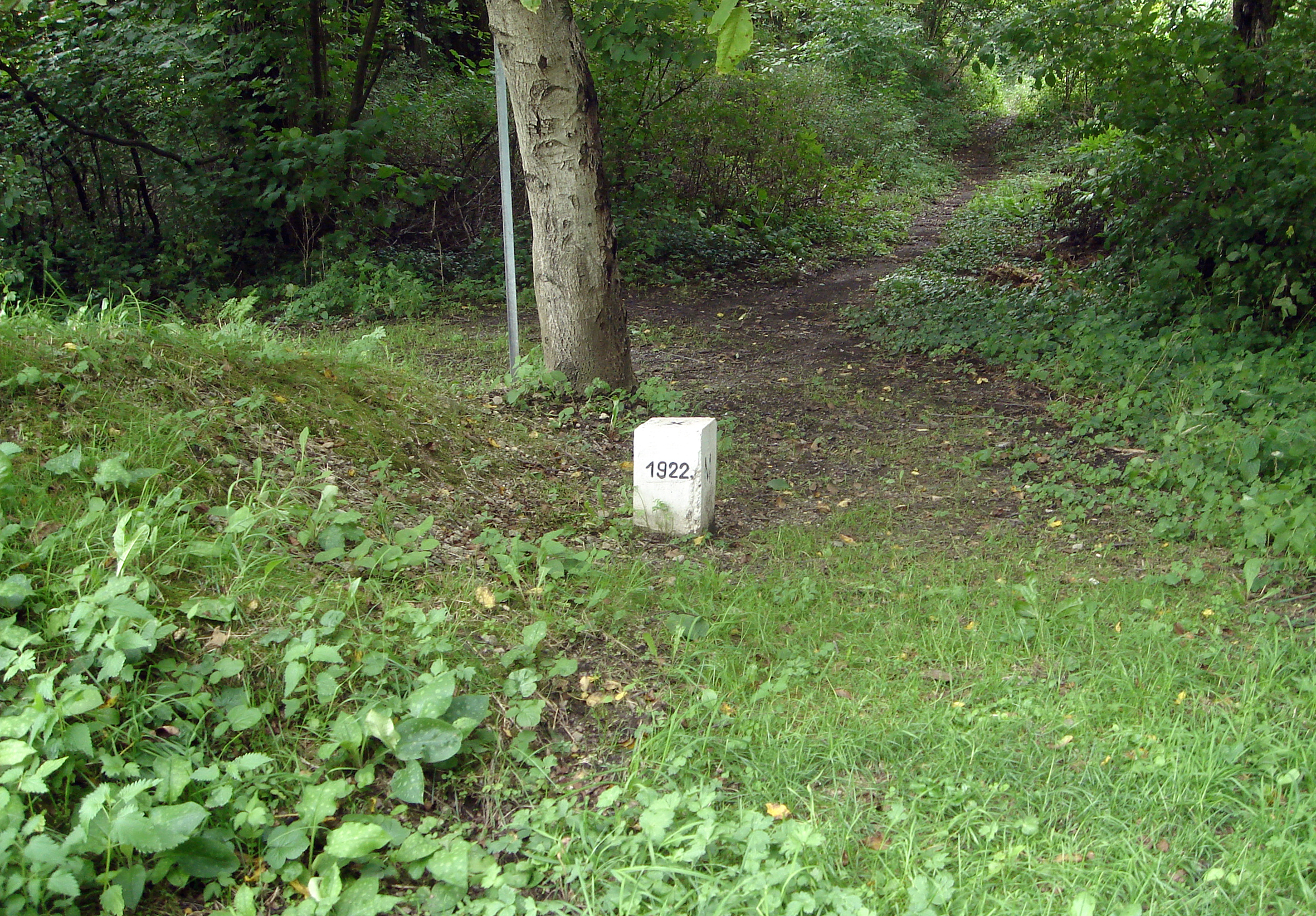
Helenenschacht, Grenzstein („M“ für Magyarország) aus 1922 neben dem Übergang nach Ungarn (2010)
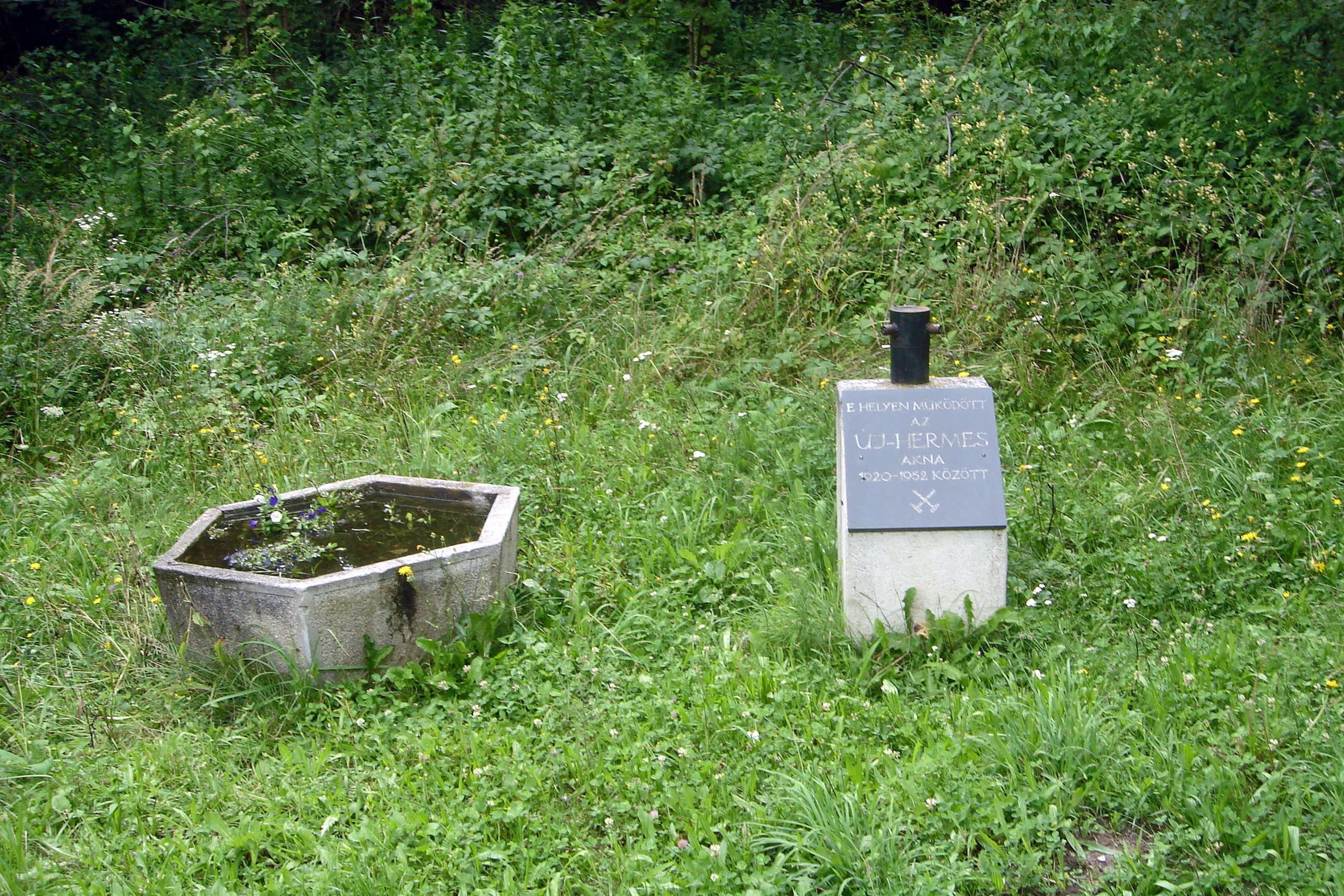
Verschluss am ehemaligen Neu-Hermes-Schacht (Uj-Hermes-Akna), Hermes, Brennbergbánya
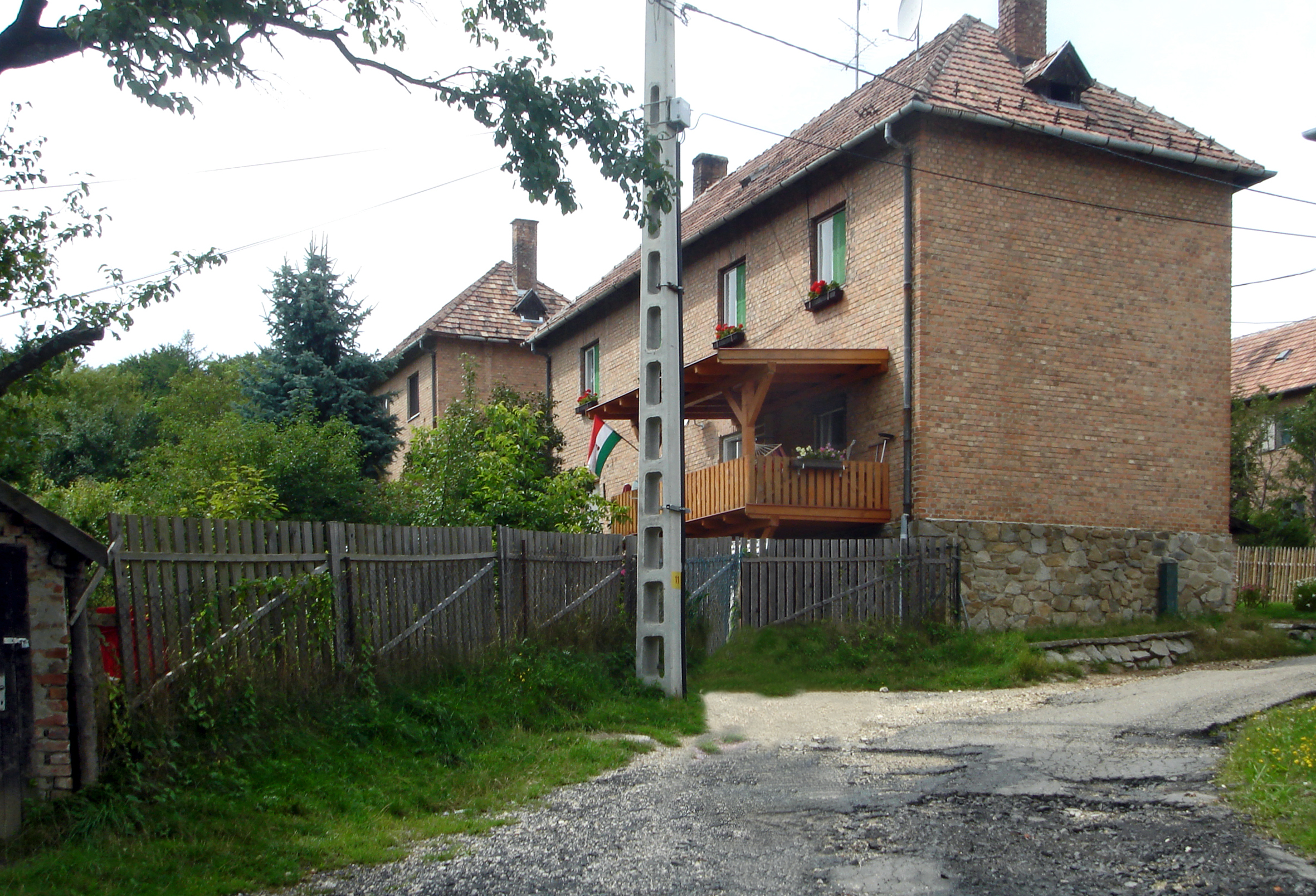
Koloniebauten nächst dem Neu-Hermes-Schacht, Hermes, Brennbergbánya.